# Герб Рожнятова
Герб Рожнятова — символ селища Рожнятів. Затверджений 19 червня 2003 року рішенням сесії селищної ради. 
Автор проєкту — А. Гречило

## Опис
У золотому полі виходить червоний замок із вежею, над ним — відділена ламано (W-подібно) синя глава. Щит обрамований декоративним картушем та увінчаний срібною міською короною.

## Історія
Замок з вежею символічно вказує на давній Рожнятівський замок, який у перебудованому вигляді зберігся до нашого часу. Золоте поле характеризує аграрний профіль містечка. Ламана лінія поділу свідчить про розташування Рожнятова у Прикарпатті. Синій колір означає річки, що протікають через селище, та багаті природні ресурси.